# Intragna
Intragna là một đô thị ở tỉnh Verbano-Cusio-Ossola trong vùng Piedmont, có cự ly khoảng 120 km về phía đông bắc của Torino và khoảng 8 km về phía đông bắc của Verbania. Tại thời điểm ngày 31 tháng 12 năm 2004, đô thị này có dân số 119 người và diện tích là 9,9 km².
Intragna giáp các đô thị: Aurano, Caprezzo, Miazzina, Premeno, Vignone.